# Гран-при ЮАР 1982 года
Гран-при ЮАР 1982 года — первый этап чемпионата мира по автогонкам в классе Формула-1 сезона 1982 года. Прошёл на автодроме Кьялами, в Претории, в ЮАР. Соревнования состоялись 23 января.

## Гонка
Квалификацию выиграл Рене Арну. Вслед за ним расположились Нельсон Пике и Жиль Вильнев. Ален Прост начинал гонку пятым, а Дидье Пирони — шестым.
На старте Арну сохраняет лидерство и начинает отрываться. А вот Пике ужасно стартует и проваливается на 13 место. Ален Прост опережает Патрезе и Вильнева. На машине Найджела Мэнселла происходит электрический сбой, и британец замедляется. Столкновения с Найджелом пытается избежать Жан-Пьер Жарье на Osella, француз теряет управление и вылетает с трассы. Оба гонщика сходят с дистанции.
На 4-м  круге, в повороте Crowthorne, Пике пытается обогнать Эдди Чивера и Микеле Альборето, однако на Brabham бразильца блокируются тормоза. Нельсон вылетает с трассы и заканчивает тем самым гонку.
На 7-м  круге Жиль Вильнев, идущий третьим, сходит с дистанции из-за взрыва двигателя.
На 14-м  круге Рене Арну задерживается при обгоне на круг Слима Боргудда. Этим пользуется Прост и опережает своего напарника, выйдя тем самым в лидеры гонки.
На 18-м  круге сходит с дистанции второй гонщик Brabham — Риккардо Патрезе.
Шины на машине Дидье Пирони постепенно начинают изнашиваться, и на 25-м  круге француз заезжает в боксы. На пит-стопе произошла заминка, и Дидье простоял 35 секунд, прежде чем на его машину установили свежую резину. Пирони будет вынужден прорываться через пелотон, и за победу в этой гонке уже не будет бороться.
Из-за прокола заднего левого колеса, Ален Прост заехал в боксы на 41-м  круге, а на 48-м  установил лучший круг — 1:08,278.
Шины Рене Арну начинают изнашиваться, но француз, лидировавший на тот момент в гонке, принимает решение остаться на трассе и доехать до конца. А до финиша оставалось примерно 25 кругов.
В этот момент между Ройтеманном, Пирони и Простом разворачивается борьба за 2-е место. Ройтеманн ещё на старте вышел на 6-е место, а затем, благодаря сходам Вильнёва и Патрезе, а также пит-стопам Проста и Пирони, отставал от Арну примерно на 30 секунд. Сзади к аргентинцу приближались Прост и Пирони. На 61-м круге Ройтеманна обгоняет Пирони, а вслед за ним — Прост. Спустя круг Прост опережает Пирони на стартовой прямой, пустившись в погоню за своим напарником — Рене Арну.
Француз отыгрывает по 3 секунды с круга, у него свежие шины, в отличие от Арну. Позади идёт борьба за 5-е место между Уотсоном, Лаудой и Росбергом.
У Пирони возникают проблемы с двигателем, француз пропускает Ройтеманна, Росберга, Лауду и на 71-м круге заезжает в боксы.
На 68-м круге Прост опережает Арну и выходит в лидеры. На 72-м круге Арну допускает небольшую ошибку и, тем самым, пропускает вперёд Ройтеманна.
Пирони выезжает на трассу, но проблемы с двигателем продолжаются, и Дидье финиширует последним.
Ален Прост выигрывает Гран-при ЮАР, одержав четвертую победу в карьере. Следом финишируют Ройтеманн и Арну. Четвёртый — Ники Лауда на McLaren, вернувшийся в гонки после двухгодичного перерыва. Его напарник — Джон Уотсон, финишировал шестым. Кеке Росберг — пятый.
| Место | С  | №  | Гонщик             | Команда         | Ш | Круги | Время/причина схода | О |
| ----- | -- | -- | ------------------ | --------------- | - | ----- | ------------------- | - |
| 1     | 5  | 15 | Ален Прост         | Renault         | M | 77    | 1:32:08,401         | 9 |
| 2     | 8  | 5  | Карлос Ройтеман    | Williams-Ford   | G | 77    | +14,946             | 6 |
| 3     | 1  | 16 | Рене Арну          | Renault         | M | 77    | +27,900             | 4 |
| 4     | 13 | 8  | Ники Лауда         | McLaren-Ford    | M | 77    | +32,113             | 3 |
| 5     | 7  | 6  | Кеке Росберг       | Williams-Ford   | G | 77    | +43,139             | 2 |
| 6     | 9  | 7  | Джон Уотсон        | McLaren-Ford    | M | 77    | +50,993             | 1 |
| 7     | 10 | 3  | Микеле Альборето   | Tyrrell-Ford    | G | 76    | +1 круг             |   |
| 8     | 15 | 11 | Элио де Анджелис   | Lotus-Ford      | G | 76    | +1 круг             |   |
| 9     | 12 | 10 | Элисео Саласар     | ATS-Ford        | A | 75    | +2 круга            |   |
| 10    | 20 | 9  | Манфред Винкельхок | ATS-Ford        | A | 75    | +2 круга            |   |
| 11    | 19 | 23 | Бруно Джакомелли   | Alfa Romeo      | M | 74    | +3 круга            |   |
| 12    | 22 | 17 | Йохен Масс         | March-Ford      | P | 74    | +3 круга            |   |
| 13    | 16 | 22 | Андреа де Чезарис  | Alfa Romeo      | M | 73    | +4 круга            |   |
| 14    | 24 | 33 | Дерек Дейли        | Theodore-Ford   | A | 73    | +4 круга            |   |
| 15    | 21 | 18 | Рауль Бойзель      | March-Ford      | P | 72    | +5 кругов           |   |
| 16    | 23 | 4  | Слим Боргудд       | Tyrrell-Ford    | G | 72    | +5 кругов           |   |
| 17    | 25 | 20 | Чико Серра         | Fittipaldi-Ford | P | 72    | +5 кругов           |   |
| 18    | 6  | 28 | Дидье Пирони       | Ferrari         | G | 71    | +6 кругов           |   |
| Сход  | 11 | 26 | Жак Лаффит         | Ligier-Matra    | M | 54    | Топливная система   |   |
| Сход  | 14 | 35 | Дерек Уорик        | Toleman-Hart    | P | 43    | Авария              |   |
| Сход  | 4  | 2  | Риккардо Патрезе   | Brabham-BMW     | G | 18    | Турбо               |   |
| Сход  | 17 | 25 | Эдди Чивер         | Ligier-Matra    | M | 11    | Топливная система   |   |
| Сход  | 3  | 27 | Жиль Вильнёв       | Ferrari         | G | 6     | Турбо               |   |
| Сход  | 2  | 1  | Нельсон Пике       | Brabham-BMW     | G | 3     | Вылет               |   |
| Сход  | 18 | 12 | Найджел Мэнселл    | Lotus-Ford      | G | 0     | Электрика           |   |
| Сход  | 26 | 31 | Жан-Пьер Жарье     | Osella-Ford     | P | 0     | Столкновение        |   |
| НКВ   |    | 30 | Мауро Бальди       | Arrows-Ford     | P |       |                     |   |
| НКВ   |    | 32 | Риккардо Палетти   | Osella-Ford     | P |       |                     |   |
| НКВ   |    | 29 | Брайан Хентон      | Arrows-Ford     | P |       |                     |   |
| НКВ   |    | 14 | Роберто Герреро    | Ensign-Ford     | A |       |                     |   |
| НКВ   |    | 36 | Тео Фаби           | Toleman-Hart    | P |       |                     |   |

- Вернувшийся в чемпионат мира после двухлетнего перерыва Ники Лауда сразу же стал инициатором забастовки гонщиков, состоявшейся накануне старта. Против новых условий выдачи Суперлицензий, запрещавших гонщику на время действия контракта выступать в других турнирах или переходить в другую команду. При помощи Берни Экклстоуна конфликт с трудом был улажен и гонка состоялась.
- Быстрый круг: Ален Прост 1:08,278
- Последний в истории чемпионата мира Ф1 подиум для аргентинских гонщиков и для Карлоса Ройтемана в частности.